# بيتر جورج
بيتر جورج (16 أكتوبر 1986 في أستراليا - )  (بالإنجليزية: Peter George)‏ هو لاعب كريكت أسترالي. شارك مع منتخب أستراليا الوطني للكريكت. أما مع النوادي، فقد لعب مع فريق جنوب أستراليا للكريكت ‏ وفريق كوينسلاند للكريكت ‏.

## وصلات خارجية
- بيتر جورج على موقع إي آس بي آن كريك إنفو (الإنجليزية)